# SYM
SYM（エス・ワイ・エム、サンヤン、三陽機車）は、台湾の三陽工業（Sanyang Motor Co., Ltd.）が製造するオートバイのブランド。

## 概要
1962年より本田技研工業の技術協力によってオートバイの生産を開始。1977年には初代シビックがホンダ初の四輪海外生産としてスタートするなど、ホンダの二輪車や四輪車のライセンス生産を行っていた。
提携を解消してからは韓国の現代自動車と技術提携し、台湾でヒュンダイ・ブランドの四輪車をライセンス生産している。尚、SYMで生産しているのはエラントラ、ix35の2台のみで、ソナタやi10などは輸入。
2010年代から海外へのバイク輸出事業を拡大し続け、国際での知名度を上げている。

## 商品

### 二輪
スクーター
- RV250/RV250EFI
- RV180/125
- シンプリー125/50
- フィドルX125/50
- アティラ125
- JOYRIDE125/150
- GT125/Jet V
- Z1 125
- ジェットパワー
- CITYCOM.125（金發財125）
- X'proFighter150
- X'pro100
- X'pro風50
- UMI115
- Crox50/125
- DD50

MT車
- T1 125/150
- CHNWANG100
- T2
- XS125-K
- Husky125/150
- ウルフ125/150
- ウルフクラシック125
- ウルフクラシックR125/150
- WO・WOW100（遠心クラッチシステムなので厳密にはMT車ではない）
- P150

### コンセプト
- EX3

## 日本でのビジネス
2002年より日本での販売が開始された。横浜市の商社「株式会社エムズ商会」が日本での総輸入販売元となり、同社により全国販売網が構築された。しかし、販売不振により2017年頃に全機種の販売を終了し事実上の撤退となった。
その後部品供給を含め日本でのビジネスが空白状態になったが、2019年、バイク用品・パーツの製造販売会社「株式会社サイン・ハウス」が新しく日本での総輸入販売元となった。過去モデルの部品供給も含めて引き継ぎ、再度新機種の販売も開始した。
その後2020年12月に、サイン・ハウス社が輸入車両販売事業を新会社「モータリスト合同会社」に分離独立させ、日本での全ビジネスを当該会社に移管した。